# 375927 Ibara
375927 Ibara este o planetă minoră (asteroid) din centura de asteroizi. A fost descoperită pe 22 noiembrie 2009 la Bisei Spaceguard Center⁠(d) de BATTeRS⁠(d) și a fost numită după Ibara. 
Obiectul prezintă o orbită caracterizată de o semiaxă mare de 2,7082888223069 UAi, o excentricitate de 0,06624487212565, o înclinație de 13,072947881486 ° în raport cu ecliptica.